# Venedigkonferensen
Venedigkonferensen var en konferens som hölls den 29–30 maj 1956 i Venedig, Italien, mellan utrikesministrarna för medlemsstaterna inom Europeiska kol- och stålgemenskapen. Vid konferensen diskuterades innehållet i Spaak-rapporten som hade presenterats en dryg månad tidigare. Baserat på detta sammankallade Venedigkonferensen en regeringskonferens om den gemensamma marknaden och Euratom.